# Bisdom Santiago del Estero

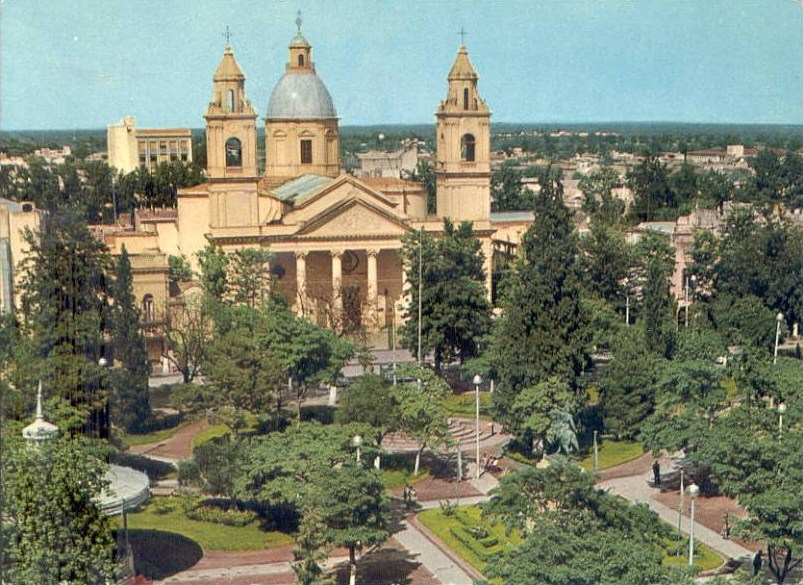
De kathedraal van Santiago del Estero

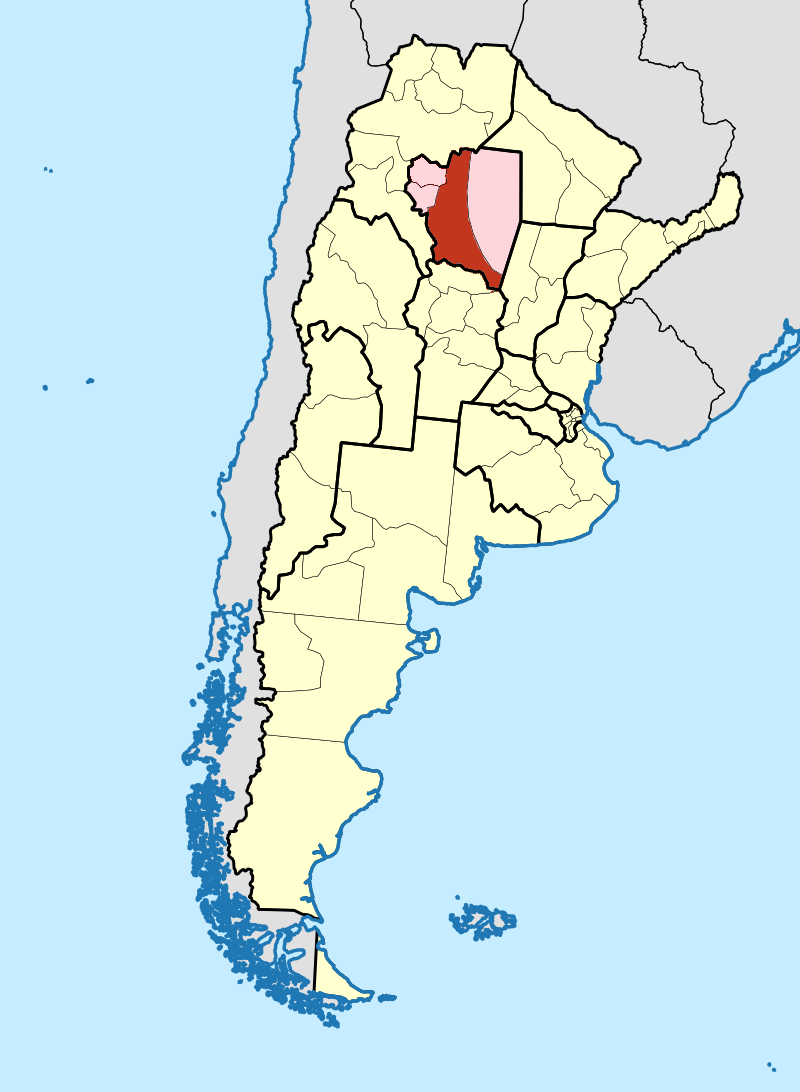
Het bisdom (rood) binnen de kerkprovincie Tucumán (roze)

Het bisdom Santiago del Estero (Latijn: Dioecesis Sancti Iacobi de Estero) is een rooms-katholiek bisdom met als zetel Santiago del Estero in Argentinië. Het bisdom is suffragaan aan het aartsbisdom Tucumán. Het bisdom werd opgericht in 1907.
In 2020 telde het bisdom 45 parochies. Het bisdom heeft een oppervlakte van 72.273 km2 en telde in 2020 793.000 inwoners waarvan 90% rooms-katholiek waren. 

## Bisschoppen
- Juan Martín Janizy Paz (1910-1926)
- Audino Rodríguez y Olmos (1927-1939)
- José Weimann, C.SS.R. (1940-1961)
- Manuel Tato (1961-1980)
- Manuel Guirao (1981-1994)
- Gerardo Eusebio Sueldo (1994-1998)
- Juan Carlos Maccarone (1999-2005)
- Francisco Polti Santillán (2006-2013)
- Vicente Bokalic Iglic, C.M. (2013-)

Tucumán (aartsbisdom) · Añatuya · Concepción · Santiago del Estero